# Teorema di scomposizione
Il teorema di scomposizione, anche detto teorema di Pellegrini, è un teorema delle reti lineari che permette di trasformare una generica rete N in un'altra N' che ne renda più semplice l'analisi e che evidenzi le sue proprietà principali.

## Enunciato

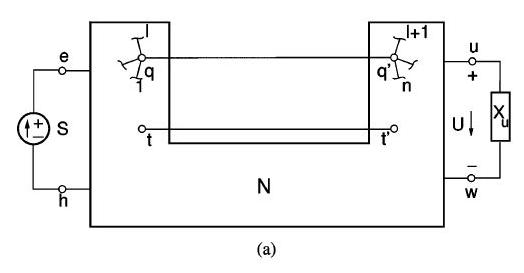
Generica rete lineare N.

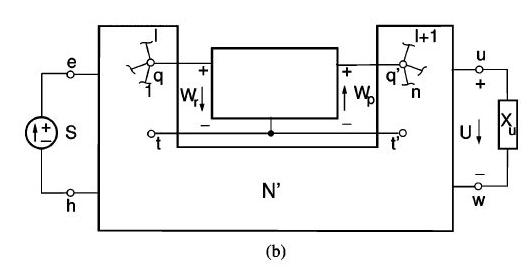
Rete lineare equivalente N'.

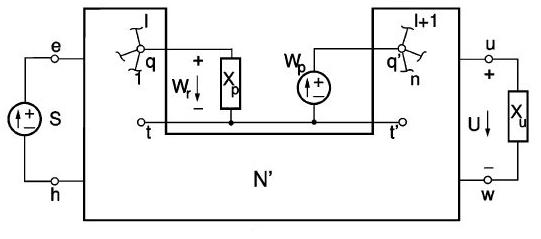
Implementazione del circuito a tre terminali per mezzo di un generatore indipendente W_{r} e un'immittenza X_{p}.

Siano e, h, u, w, q=q', e  t=t'  sei nodi arbitrari della rete N e sia {\displaystyle S} un generatore indipendente di tensione o corrente posizionato tra e e h, mentre {\displaystyle U} è la grandezza di uscita, sia essa una tensione o una corrente, relativa al ramo di immittenza {\displaystyle X_{u}} connesso tra u e w.
Venga adesso tagliata la connessione  qq'  e venga inserito un circuito a tre terminali ("TTC") tra i due nodi q e q'  e il nodo  t=t'  come nella figura b ({\displaystyle W_{r}} e {\displaystyle W_{p}} sono quantità omogenee, tensioni o correnti, relative alle porte qt e  q't=q't'  del TTC).
Affinché le due reti N e N' siano equivalenti per ogni {\displaystyle S}, devono valere i due vincoli {\displaystyle W_{r}=W_{p}}  e  {\displaystyle {\bar {W_{r}}}={\bar {W_{p}}}}, dove la barra sopra la lettera indica la quantità duale.
Il circuito a tre terminali sopracitato si può implementare, ad esempio, connettendo un generatore ideale indipendente di tensione o corrente {\displaystyle W_{p}} tra q'  e t' , e un'immittenza {\displaystyle X_{p}} tra q e t.

## Funzioni di rete
Con riferimento alla rete N', si definiscono le seguenti funzioni di rete:
{\displaystyle A\equiv {\frac {U}{W_{p}}}|_{S=0}\!\,}  ;      {\displaystyle \beta \equiv {\frac {W_{r}}{U}}|_{S=0}\!\,}  ;    {\displaystyle X_{i}\equiv {\frac {W_{p}}{\bar {W_{p}}}}|_{S=0}\!\,}
{\displaystyle \gamma \equiv {\frac {U}{S}}|_{W_{p}=0}\!\,} ; {\displaystyle \alpha \equiv {\frac {W_{r}}{S}}|_{W_{p}=0}\!\,} ; {\displaystyle \rho \equiv {\frac {\bar {W_{p}}}{S}}|_{W_{p}=0}\!\,}
dalle quali, per il principio di sovrapposizione degli effetti, si ha:
{\displaystyle W_{r}=\alpha S+\beta AW_{p}}
{\displaystyle {\bar {W_{p}}}=\rho S+{\frac {W_{p}}{X_{i}}}}.
Pertanto, il primo vincolo per l'equivalenza delle reti è soddisfatto se {\displaystyle W_{p}={\frac {\alpha }{1-\beta A}}S}.
Inoltre,
{\displaystyle {\bar {W_{r}}}={\frac {W_{r}}{X_{p}}}}
{\displaystyle {\bar {W_{p}}}=\left({\frac {1}{X_{i}}}+{\frac {\rho }{\alpha }}(1-\beta A)\right)W_{r}}
quindi il secondo vincolo per l'equivalenza delle reti vale se {\displaystyle {\frac {1}{X_{p}}}={\frac {1}{X_{i}}}+{\frac {\rho }{\alpha }}(1-\beta A)}

## Funzione di trasferimento
Considerando l'espressione delle funzioni di rete {\displaystyle \gamma } e {\displaystyle A}, il primo vincolo per l'equivalenza delle reti, e che, per il principio di sovrapposizione degli effetti, {\displaystyle U=\gamma S+AW_{p}}, la funzione di trasferimento {\displaystyle A_{f}\equiv {\frac {U}{S}}} è data da
{\displaystyle A_{f}={\frac {\alpha A}{1-\beta A}}+\gamma }.
Nel caso in cui il circuito in esame sia un amplificatore reazionato, i coefficienti {\displaystyle \alpha }, {\displaystyle \beta } e {\displaystyle \gamma } tengono conto delle non idealità di tale amplificatore. In particolare:
- {\displaystyle \alpha } tiene conto della non idealità della rete di confronto in ingresso
- {\displaystyle \beta } tiene conto della non unidirezionalità della catena di reazione
- {\displaystyle \gamma } tiene conto della non unidirezionalità della catena di amplificazione.

Se consideriamo tale amplificatore ideale e retroazionato positivamente (non invertente dunque), ovvero se {\displaystyle \alpha =1}, {\displaystyle \rho =0} e {\displaystyle \gamma =0}, la funzione di trasferimento si riduce alla nota espressione derivante dalla teoria classica della reazione:
{\displaystyle A_{f}={\frac {A}{1-\beta A}}}.

## Calcolo dell'impedenza e dell'ammettenza tra due nodi
Tramite il teorema di scomposizione il calcolo dell'impedenza (o dell'ammettenza) tra due nodi risulta abbastanza semplificato.

### Impedenza

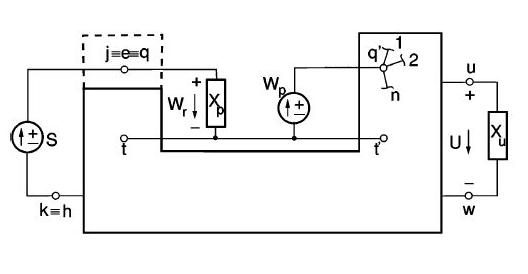
Taglio per il calcolo dell'impedenza tra i nodi k=h e j=e=q.

Inseriamo un generico generatore {\displaystyle S} tra i nodi j=e=q e k=h tra i quali vogliamo calcolare l'impedenza {\displaystyle Z}. Effettuando un taglio come in figura, notiamo che l'immittenza {\displaystyle X_{p}} risulta in serie con {\displaystyle S} ed è percorsa dalla stessa corrente erogata da {\displaystyle S}. Se scegliamo una sorgente di tensione in ingresso {\displaystyle V_{s}=S} e, come conseguenza, una corrente {\displaystyle I_{s}={\bar {S}}}, e un'impedenza {\displaystyle Z_{p}=X_{p}}, possiamo fare le seguenti considerazioni:
{\displaystyle Z={\frac {V_{s}}{I_{s}}}={\frac {V_{s}}{I_{r}}}=Z_{p}{\frac {V_{s}}{V_{r}}}=Z_{p}{\frac {V_{s}}{V_{p}}}=Z_{p}{\frac {1-\beta A}{\alpha }}}.
Considerando che {\displaystyle \alpha ={\frac {V_{r}}{V_{s}}}|_{V_{p}=0}={\frac {Z_{p}}{Z_{p}+Z_{b}}}}, dove {\displaystyle Z_{b}} è l'impedenza vista tra i nodi k=h e t togliendo {\displaystyle Z_{p}} e cortocircuitando i generatori di tensione presenti, si ottiene l'impedenza {\displaystyle Z} tra i nodi j e k nella forma:
{\displaystyle Z=\left(Z_{p}+Z_{b}\right)\left(1-\beta A\right)}

### Ammettenza

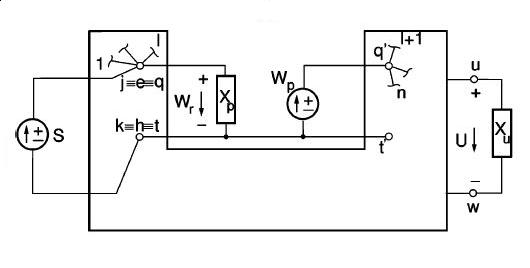
Taglio per il calcolo dell'ammettenza tra i nodi k=h=t e j=e=q.

Si procede in maniera analoga alla precedente, solo che stavolta si effettua un taglio come nella figura a lato, notando che {\displaystyle S} risulta ora in parallelo a {\displaystyle X_{p}}. Considerando un generatore di corrente in ingresso {\displaystyle I_{s}=S} (conseguentemente si ha una tensione {\displaystyle V_{s}={\bar {S}}}) e un'ammettenza {\displaystyle Y_{p}=X_{p}}, l'ammettenza {\displaystyle Y} tra i nodi j e k si calcola come segue:
{\displaystyle Y={\frac {I_{s}}{V_{s}}}={\frac {I_{s}}{V_{r}}}=Y_{p}{\frac {I_{s}}{I_{r}}}=Y_{p}{\frac {I_{s}}{I_{p}}}=Y_{p}{\frac {1-\beta A}{\alpha }}}.
Considerando che {\displaystyle \alpha ={\frac {I_{r}}{I_{s}}}|_{I_{p}=0}={\frac {Y_{p}}{Y_{p}+Y_{b}}}}, dove {\displaystyle Y_{b}} è l'ammettenza vista tra i nodi k=h e t togliendo {\displaystyle Y_{p}} e aprendo i generatori di corrente presenti, si ottiene l'ammettenza {\displaystyle Y} nella forma:
{\displaystyle Y=\left(Y_{p}+Y_{b}\right)\left(1-\beta A\right)}

### Osservazioni

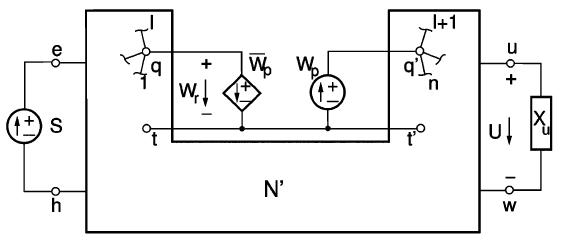
Implementazione del circuito a tre terminali per mezzo di un generatore indipendente e uno dipendente

La realizzazione del TTC mediante una generatore indipendente {\displaystyle W_{p}} e una immittenza {\displaystyle X_{p}} è utile e intuitiva per il calcolo della immittenza {\displaystyle X} tra due nodi ma presenta, come per le altre funzioni di rete, la difficoltà del calcolo di {\displaystyle X_{p}} dalla equazione di equivalenza che si può evitare con l'uso di un generatore dipendente {\displaystyle {\bar {W_{p}}}} in luogo di {\displaystyle X_{p}} e impiegando, per quanto riguarda {\displaystyle X}, la formula di Blackman. Tale realizzazione del TTC, come esempio eclatante di reazione, consente  anche di considerare in reazione una rete costituita da un generatore di tensione e due impedenze in serie.